# Cabeçudos
Cabeçudos é uma localidade portuguesa do Município de Vila Nova de Famalicão que foi sede da extinta Freguesia de Cabeçudos, freguesia que tinha 3,20 km² de área e 1 466 habitantes (2011), e, por isso, uma densidade populacional de 458,1 hab/km².
A Freguesia de Cabeçudos foi extinta (agregada) em 2013, no âmbito de uma reforma administrativa nacional, tendo o seu território sido agregado ao da Freguesia de Esmeriz para formar uma nova freguesia denominada União das Freguesias de Esmeriz e Cabeçudos com sede em Esmeriz.
A Freguesia de Cabeçudos fazia fronteira com as antigas freguesias de São Pedro de Esmeriz, Lagoa, Avidos, Santa Eulália de Palmeira (Santo Tirso) e Lousado.
O ditado popular diz que Cabeçudos não é uma terra de cabeças grandes, mas de grande cabeças.

## População
| População da freguesia de Cabeçudos | População da freguesia de Cabeçudos | População da freguesia de Cabeçudos | População da freguesia de Cabeçudos | População da freguesia de Cabeçudos | População da freguesia de Cabeçudos | População da freguesia de Cabeçudos | População da freguesia de Cabeçudos | População da freguesia de Cabeçudos | População da freguesia de Cabeçudos | População da freguesia de Cabeçudos | População da freguesia de Cabeçudos | População da freguesia de Cabeçudos | População da freguesia de Cabeçudos | População da freguesia de Cabeçudos |
| ----------------------------------- | ----------------------------------- | ----------------------------------- | ----------------------------------- | ----------------------------------- | ----------------------------------- | ----------------------------------- | ----------------------------------- | ----------------------------------- | ----------------------------------- | ----------------------------------- | ----------------------------------- | ----------------------------------- | ----------------------------------- | ----------------------------------- |
| 1864                                | 1878                                | 1890                                | 1900                                | 1911                                | 1920                                | 1930                                | 1940                                | 1950                                | 1960                                | 1970                                | 1981                                | 1991                                | 2001                                | 2011                                |
| 458                                 | 393                                 | 396                                 | 424                                 | 492                                 | 492                                 | 566                                 | 654                                 | 746                                 | 884                                 | 899                                 | 1 170                               | 1 238                               | 1 472                               | 1 466                               |

## Equipamentos
Cabeçudos possui um Centro Social e Cultural com as seguintes valências: creche, centro de dia, apoio domiciliário e ATL, nesta freguesia existe ainda a Escola E.B.1 Estrada. A nível associativo destacam-se o Sporting Clube Cabeçudense e o Corpo Nacional de Escutas (Agr. 445 – São Cristóvão de Cabeçudos).

## Acessibilidade e transportes
Em termos de transportes e acessibilidades, esta freguesia ainda não tem muitos meios. Resta salientar a carreia de autocarro que faz o trajeto Famalicão – Trofa (via cabeçudos).

Ao nível rodoviário a freguesia tem ligação à variante nascente com acesso à A7 e A3.

## Hino de Cabeçudos
"Cabeçudos é um jardim

Toda gente diz que sim

É bonita nossa terra.

Por esses mundos além

Há sempre quem faça bem

Desde o mar até à terra."